# Glochidion oblongifolium
Glochidion oblongifolium är en emblikaväxtart som beskrevs av Airy Shaw. Glochidion oblongifolium ingår i släktet Glochidion och familjen emblikaväxter. Inga underarter finns listade i Catalogue of Life.